# Karaman (ciutat)

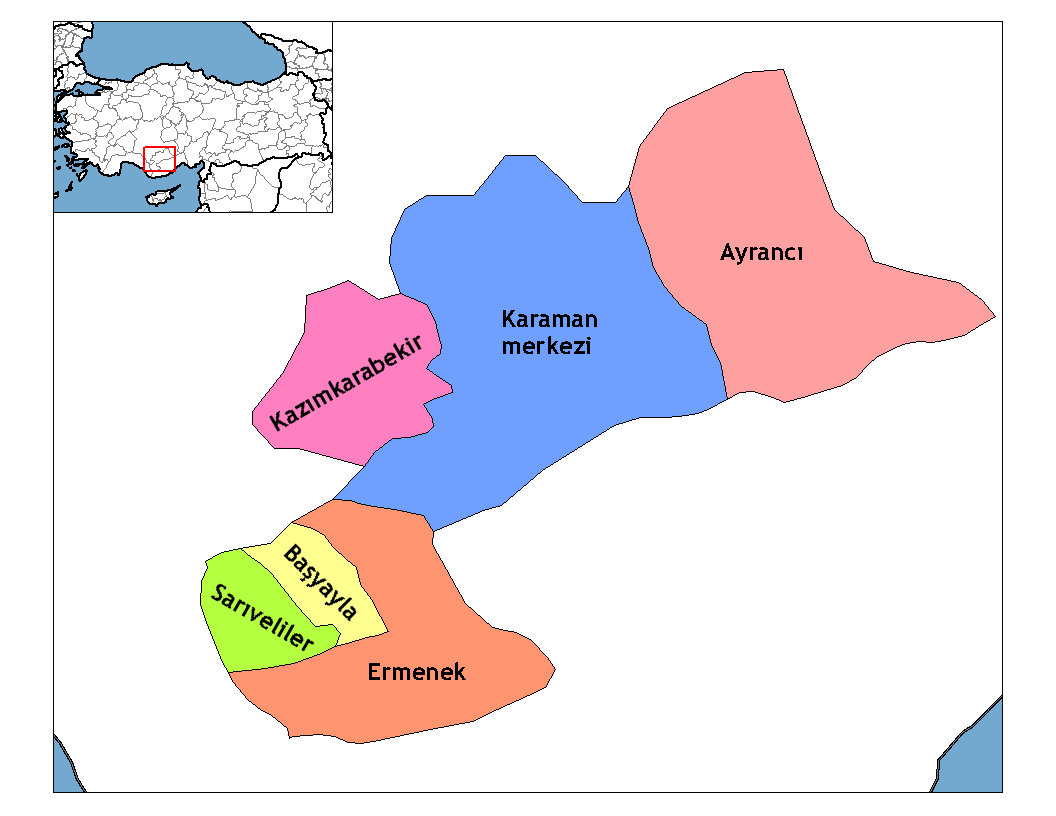
Districtes

Karaman (antiga Laranda, inicialment Laranda de Licaònia) és una ciutat de Turquia a les muntanyes del Taure, a uns 100 km al sud de Konya. És la capital de la província de Karaman i del districte homònim. La població el 1927 era de 9.182 habitants, el 1965 de 28.113, el 1980 de 51.208, el 2000 de 105.384, el 2007 de 122.809 i el 2009 de 136.532 habitants. El districte té una superfície de 3.686 km² i la seva població el 1980 era de 113.408 habitants, el 1990 de 129.410, el 2000 de 152.450 i el 2007 de 160.179. La superfície uns anys enrere era de 4.647 km² i era el ilçe més gran de Turquia. És a 1039 metres sobre el nivell de la mar. El nom de la ciutat deriva de Karaman Bey, beg turcman vers 1256?-1262 amb seu a Ermenek, fundador de la dinastia karamànida o karaman-oğlu. El nom anterior de Laranda (transcrit en turc com Därende), és una paraula grega deriva del luvita Larawanda, literalment "Arenós" (Lloc Arenós).

## Llocs destacats
- Museu de Karaman
- Castell de Karaman
- Muralles (ruïnes)

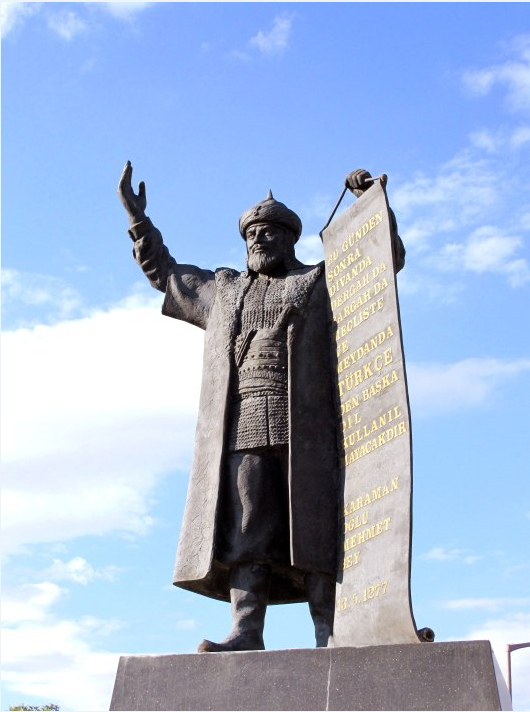
Estàtua de Karamanoğlu Mehmed Bey a Karaman

- Dues Mesquites, Dikbasan (vers 1500) i Nuh Pasha(vers 1596-1597)
- Escola alcorànica o madrassa d'Amir Musa
- Madrassa d'Hatuniye
- Mihrab a una mesquita, avui al Museu arqueològic d'Istanbul
- Tekke de Siyahser/Karabaş Veli (Khankah del Shaykh o de Sultan Ali)

## Història
Excavacions a jaciments prehistòrics a Çatal Höyük i Çan Hasan han posat a la llum una cultura neolítica avançada i algunes poblacions importants que daten d'uns 7000 anys aC.
Laranda (τὰ Λάρανδα) fou una de les principals ciutats de Licaònia, al sud-est d'Iconi (Iconi). Fou ocupada per assalt per Perdicas d'Orèstia. Va quedar destruïda però després fou reconstruïda. Estrabó diu que fou governada per un príncep anomenat Antípater de Derbe i era una de les capitals dels pirata isauris. Suides diu que hi va néixer el poeta èpic Nèstor, pare de Pisandre però probablement és un error.
Fou domini romà d'Orient fins que va caure en mans dels seljúcides després de la batalla de Mantziciert del 1071. Fou aviat islamitzada. El 1165 va caure en mans dels danishmendites i fou recuperada per Kilidj Arslan II (1156-1192) en una data prop del 1170.
El 1190 fou ocupada temporalment per l'emperador Frederic Barba-roja al front de la Croada, i el 1210 va caure en mans de Levon II rei de l'Armènia Menor. El 1216 era recuperada pels seljúcides i va esdevenir fortalesa de frontera contar els armenis. El 1226 va esdevenir el wilayat-i Arman. El 1228 s'hi va establir la família del poeta Mawlana Djalal al-Din Rum; aquest s'hi va casar i va elogiar la ciutat en la seva poesia. Al mateix temps prenia impuls a Ermenek la dinastia coneguda després com els karamànides o Karamanoğulları.
El 1231 la ciutat de Laranda fou donada en ikta (feu) a Kushlu Sankum, un cap corasmi. El 1256 Laranda va esdevenir possessió de Karaman Bey. Güneri Bey (1278-1300) la va defensar contra els seljúcides aliats als mongols il-kànides que el 1288 la van incendiar i per un temps els karamànides la van perdre, però la van recuperar tot seguit per tornar-la a perdre el 1292, fins que la van tornar a recuperar poc després. El 1312 Pasha Musa Beg la va tenir coma capital uns anys.
El poder polític de la dinastia va permetre que es construïssin edificis destacats; a partir del segle xiv se l'anomena sovint com a Karaman encara que l'antic nom es continuava utilitzant àmpliament. Des de 1314 els karamànides van tenir temporalment capital a la prestigiosa Iconi o Konya; l'emir karàmanida de Konya va heretar les possessions del karàmanida de Laranda el 1347, i després fou en diversos moments capital alternada amb Konya, Ermenek i fins i tot, breument, Mut. Laranda i Konya van passar als otomans de Baiazet I el 1397, que va conquerir quasi tots els dominis karamànides; l'emir Ala al-Din Beg fou executat. La vídua Nefise (Melek Khatun) i els seus fills Mehmed Beg i Ali Beg foren empresonats a Bursa (1398). El fill de Baiazet I, Mustafà fou nomenat governador de Konya i el principat de Karaman va desaparèixer de fet. Però després de la batalla d'Ankara del juliol de 1402, en què Tamerlà va aniquilar als otomans, el Beylik de Karaman-oğlu fou restablert (1402) i encara que els otomans van recuperar el poder, l'emir Sultanzâde Nâsıreddin II Mehmed Bey es va mantenir. Després de Konya, Laranda fou la segona capital de la dinastia encara que sovint els emirs van residir també a Nigbe i a Silifke. El 1418/1419 els mamelucs van envair el beylik i van ocupar Laranda temporalment; la dinastia va esdevenir vassalla dels mamelucs.
A causa de la guerra civil (1419-1423) la ciutat va canviar de mans algunes vegades. El 1423 Mehmed Bey moria al setge d'Antalya i fou enterrat a Laranda. Damad II İbrahim Bey (1424-1464) hi va residir sovint encara que la seva cort era a Konya, i a una audiència seva hi va assistir el 1432 B. de la Broquière, que també va visitar Laranda. Un nou conflicte va fer intervenir als mamelucs el 1456/1457 que van incendiar la ciutat.
Després de la pèrdua de Konya davant els otomans (el 1465 Sultanzâde Pîr Ahmed Bey va esdevenir vassall otomà a Konya) el gran visir Mahmud Pasha Angelović es va apoderar de Laranda el 1468. El 1471 els artesans i altres habitants de la ciutat foren deportats a Istanbul al barri de Büyük Karaman (modernament Çarşamba). Els otomans van destruir alguns monuments locals, especialment Gedik Ahmed Pasha; en canvi el castell fou arranjat. El 1475 l'estat karamànida va ser abolit i annexionat a l'Imperi Otomà però algunes terres restaren en feu dels darrers karamànides com a governadors feudataris, situació que va durar fins al 1487, quan l'emir va haver de fugir a Alep i el territori de l'emirat va formar l'eyalat de Karaman amb seu a Karaman (Laranda). El 1476 els otomans van fer el primer cadastre de terres, propietats i fundacions religioses i la dime (oshr) de Laranda fou constituïda en wakf a favor de Medina. La ciutat fou un sandjak per prínceps (shezade) i fou governat des de Konya pels prínceps Mustafà i Gem. El primer va morir com a governador abans de 1480.
El 1501 el castell de Karaman va tenir algun paper en la revolta del karamànida Mustafà Beg. El 1510 Karamn va estar breument en poder del rebel Kuli Shah i el 1511 va caure en mans del príncep Ahmed en el seu intent (fracassat) d'ocupar el tron succeint a Baiazet II. Fins al 1517 fou territori de frontera amb els mamelucs. Després fou un kada del sandjak de Konya. La població va créixer al segle xvi assenyalant que la seguretat hi regnava en general però per exemple del 1577 al 1594 fou centre del moviment de protesta dels estudiants contra la política financera del govern central i des de 1596 fou afectada per la revolta dels djalalis. La població de Laranda sembla que fou fidel al govern almenys fins al 1603, degut a la presència a la ciutat d'una guarnició de geníssers. En algun moment del segle xvii fou elevada a sandjak. En aquest moment el nom de Karaman va substituir definitivament a Laranda que fins aleshores s'havia seguit utilitzant àmpliament. Un dels caps djalalis, Kara Yazidji, es va sotmetre a canvi de ser nomenat muhafiz de Karaman. Fou descrita per Ewliya Çelebi que la va visitar; també hi va estar Katib Çelebi.
En la divisió administrativa de 1867 fou constituïda en kada del sandjak de Konya al wilayet de Konya. La ciutat va perdre importància entre el segle xviii i el XX. En aquest darrer, després del 1960, 400 homes de la ciutat foren dels primers turcs a emigrar a Alemanya. Alguns habitants grecs i armenis assenyalen el seu origen en aquesta ciutat amb cognoms com 
Karamanis o Karamanlis (grecs) o Karamanian o Karamanoukian. Dos Karamanlis van arribar a primers ministres de Grècia.

## Personatges il·lustres
- Mümine Hatun (? - 1224) i Gevher Hatun (mare i esposa de Mevlâna Celaleddin Rûmi)[5]
- Şemseddin I Mehmed Bey, emir de Karaman
- Neşrî, historiador